# Залізнична станція

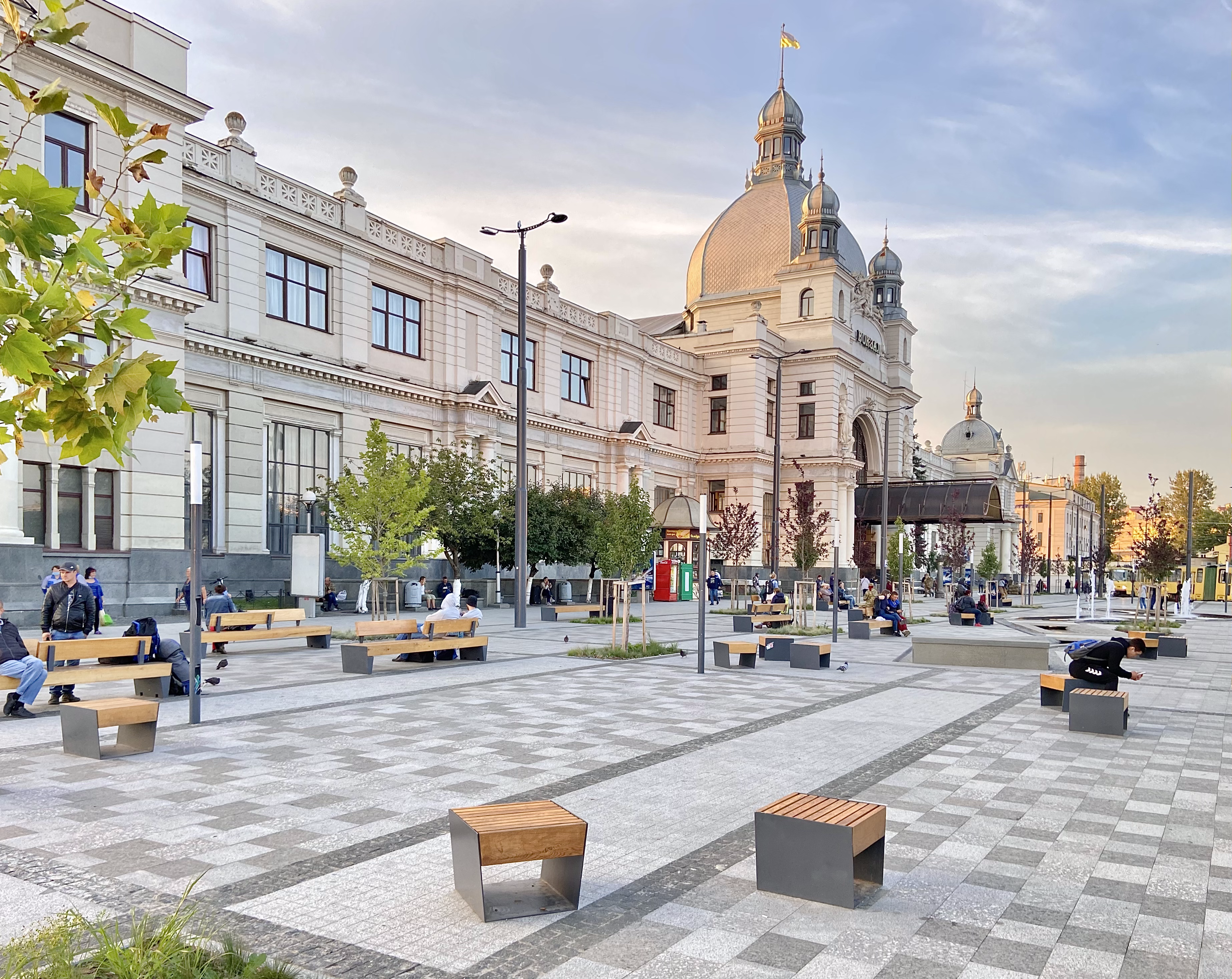
Залічничний вокзал у Львові. Збудований у 1903

Залізни́чна ста́нція — виробничо-технологічний підрозділ залізниці з організації перевезень пасажирів, вантажу, вантажобагажу і пошти
Обов'язковими елементами станції є:
- Колійне господарство. Складається із сукупності залізничних колій, як правило, об'єднаних у парки. Як парки, так і колії в парках можуть мати певну спеціалізацію (наприклад, сортувальний парк, приймально-відправочний парк і т. д.).

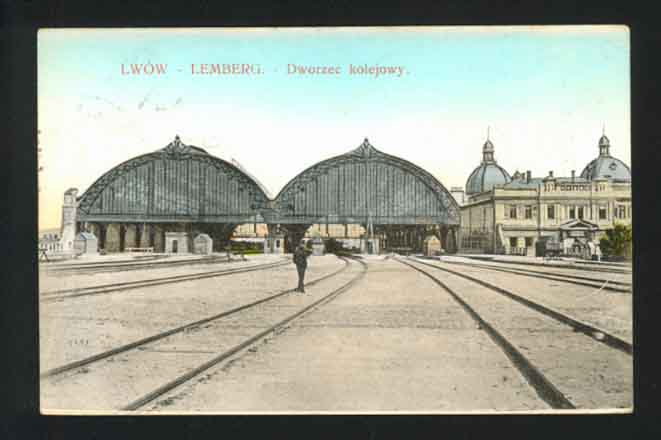
Платформа станції Львів. Стара поштова картка

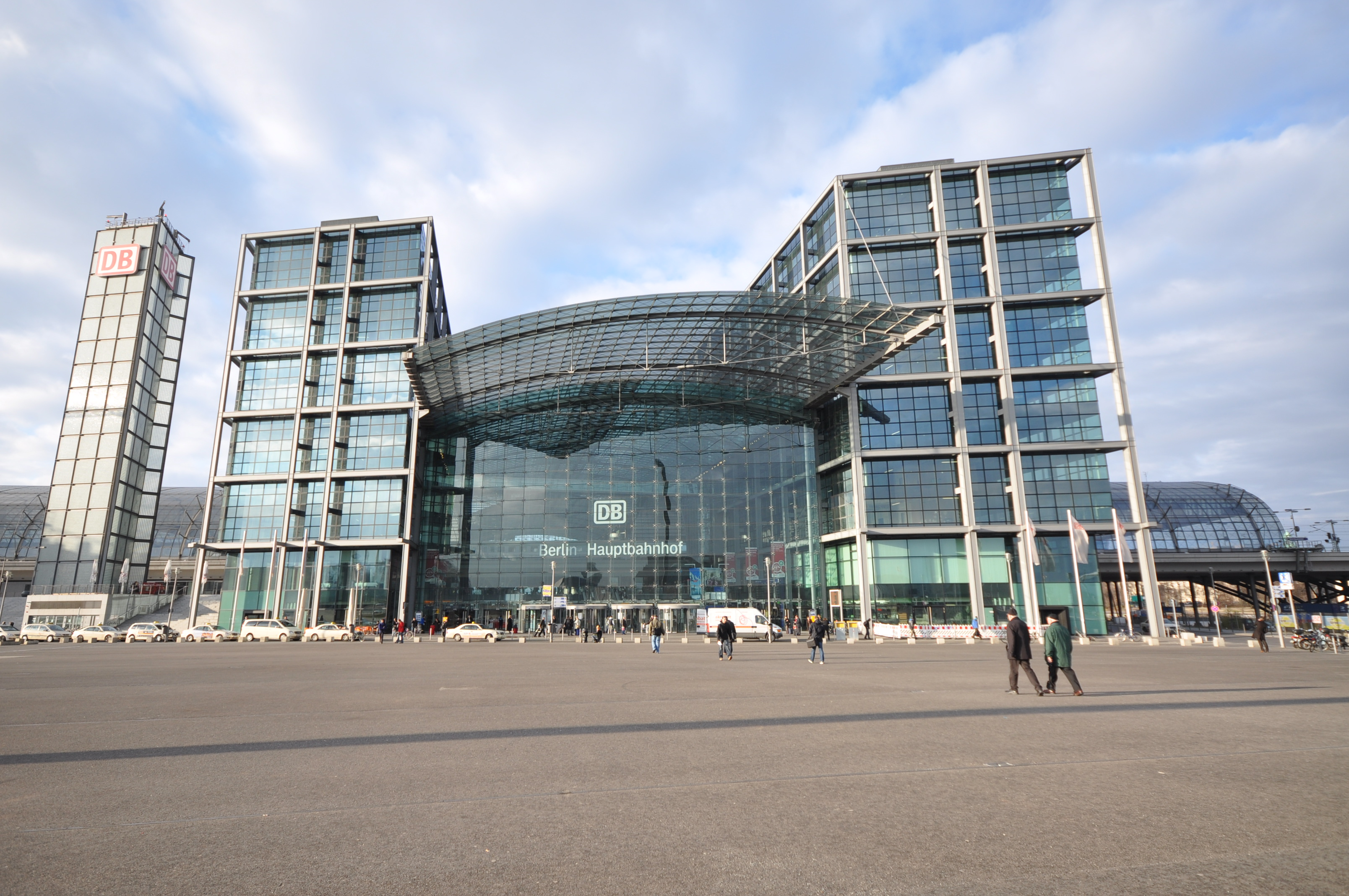
Головний вокзал у Берліні, сучасна архітектура. Відкрито у 2006 р. Берлін мав кільце кінцевих станцій, подібних Лондона та Парижа, проте вони поступово замінювалися з 1882 по 1952 рр.

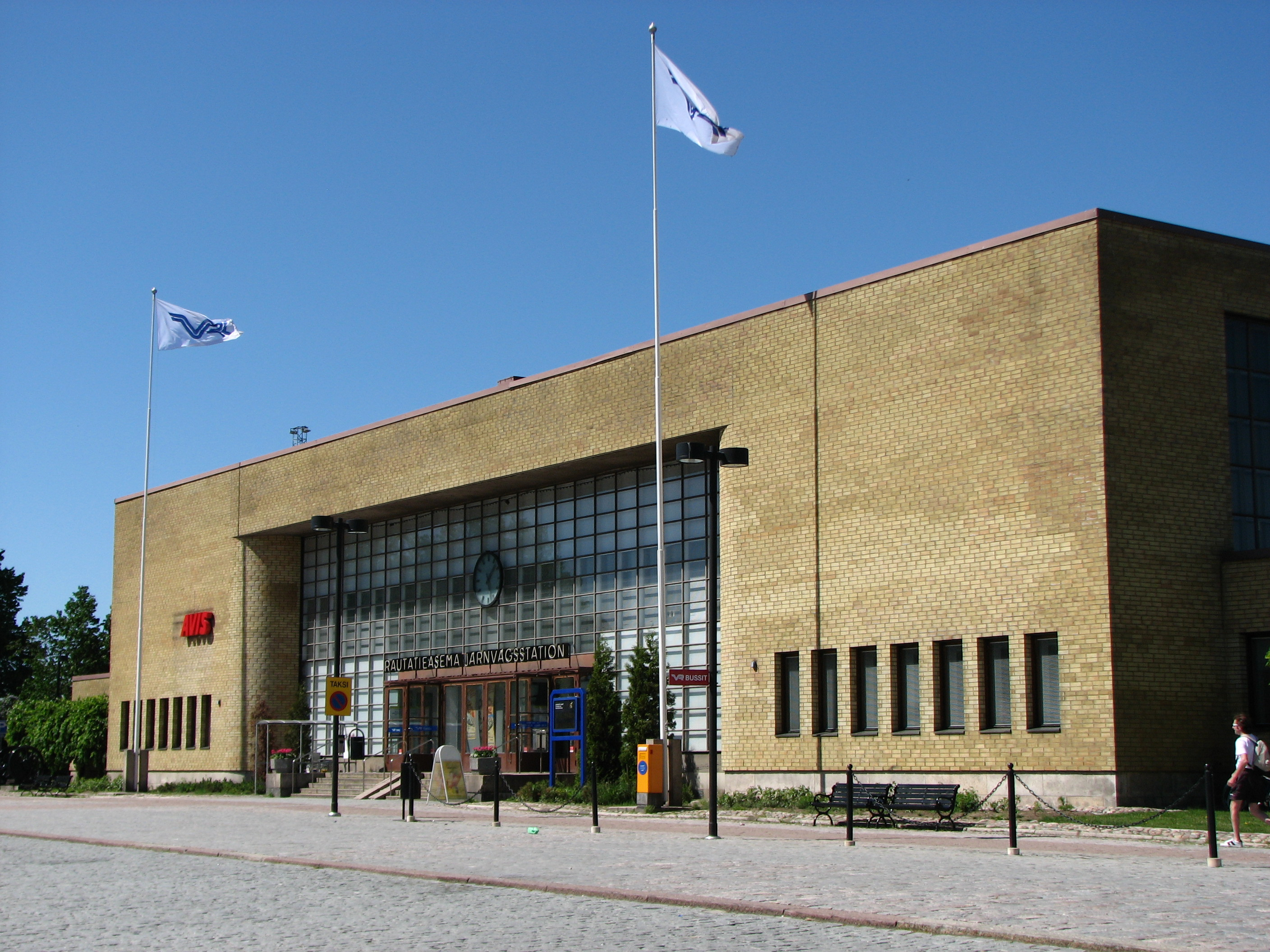
Сучасна будівля (з 1940 року) залізничного вокзалу Турку, спочатку заснована в 1876 році.

- Системи сигналізації і централізації. Призначені для керування рухом потягів за допомогою стрілок, світлофорів. Окремою системою є гіркова автоматична централізація (ГАЦ), що призначена для керування розпуском поїздів на сортувальних гірках.

- Вантажне господарство. Призначене для проведення вантажних операцій і містить у собі вантажно-розвантажувальні шляхи, термінали, склади і т. д.

- Станційне приміщення (вокзал), дебаркадер, пасажирські перони.

## Законодавче регулювання залізничних станцій в Україні

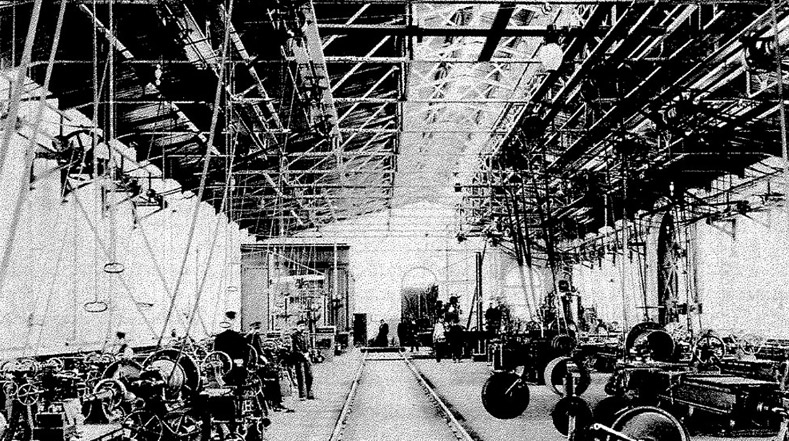
Головні залізнично-колійні майстерні на станції Оренбург (1901)

Загальне Положення про залізничну станцію затверджене та введене в дію наказом Державної адміністрації залізничного транспорту України від 30 грудня 2004 р. № 1041-ЦЗ
Положення визначає:
- Юридичний статус станцій
- Майно та технічне оснащення станції
- Станції та їх завдання
- Господарська, економічна і соціальна діяльність станцій
- Утримання станційних споруд, пристроїв і матеріально-технічне забезпечення станцій
- Управління станцією, права і обов'язки начальника станції
- Реорганізація та ліквідація станції

### Підпорядкування
Залізничні станції знаходяться в підпорядкуванні дирекцій залізничних перевезень (ДН), а також в оперативному підпорядкуванні відповідних служб, які відносно станції є вищим органом управління.

### Класифікація залізничних станцій
Залізничні станції за своїм призначенням і основним характером роботи, що виконується, розподіляються на:
- пасажирські;
- вантажні;
- сортувальні;
- дільничні;
- проміжні (у тому числі роз'їзди та обгінні пункти).

Визначення станції за характером роботи проводиться начальником залізниці.
Залежно від обсягу і складності виконання пасажирських, вантажних і технічних операцій та відповідно до затверджених Укрзалізницею «Показників роботи для віднесення залізниць, відділків залізниць та інших підрозділів до груп (класів) по оплаті праці їх керівників», затверджених наказом Укрзалізниці від 30 червня 1995 року № ЦЗЕ-831, залізничні станції поділяються на:
- позакласні;
- І, ІІ, ІІІ, IV і V класів.

Клас залізничних станцій за їх призначенням та оплатою праці їх керівників, структуру і Положення про їх діяльність затверджує начальник залізниці.

### Юридичний статус станцій
Станція не є юридичною особою.
Залізничні станції можуть бути госпрозрахунковими і негоспрозрахунковими.
Госпрозрахункові станції самостійно ведуть бухгалтерський облік господарських операцій, мають рахунок в установах банку, печатку зі своїм найменуванням, штампи, бланки та реквізити, необхідні для здійснення своєї діяльності.
Госпрозрахункові станції складають окремий баланс та фінансову звітність і подають їх в дирекції залізничних перевезень або дорожні центри управління перевезеннями (ДЦУ) для складання зведеної фінансової звітності.
На господарському розрахунку, як правило, перебувають позакласні станції та станції І класу. Переведення залізничних станцій на господарський розрахунок проводиться за рішенням начальника залізниці.
Економічна діяльність госпрозрахункових станцій визначається фінансовим планом, який розробляється начальником станції і подається до дирекції залізничних перевезень або ДЦУ. Коригування планів проводиться тільки за погодженням із дирекцією залізничних перевезеннях або ДЦУ.
Станція несе відповідальність за свої зобов'язання згідно з чинним законодавством і за належне дотримання вимог нормативних документів у сфері експлуатаційної діяльності.
Залізниці можуть делегувати госпрозрахунковим станціям право укладати від імені залізниці господарські угоди (крім угод оренди нежитлових приміщень, відчуження майна), виступати позивачем і відповідачем в судових органах на основі доручення.
Керівникам станцій, які не перебувають на господарському розрахунку, можуть видаватися грошові кошти під звіт в межах граничних сум, встановлених вищестоячою організацією, для придбання канцелярського приладдя, сплати за виконання дрібних ремонтних робіт, експертизи та інших господарських потреб.

### Майно та технічне оснащення станції
Майно станції становлять необоротні та оборотні активи, а також інші цінності, вартість яких відображається в окремому балансі госпрозрахункових станцій, а негоспрозрахункових — у балансі дирекції залізничних перевезень.
Майно станції — це складова частина майна залізниці, яка закріплюється за нею на правах оперативного управління. Здійснюючи право оперативного управління, станція користується зазначеним майном.
Станція користується землею й іншими природними ресурсами відповідно до мети своєї діяльності та чинного законодавства.
Залежно від характеру і обсягу роботи, що виконується, залізничні станції повинні мати:
- колійний розвиток;
- пристрої спостереження і контролю за рухом поїздів, вагонів та маневровою роботою, засоби автоматизації технологічних процесів, засоби механізації операцій, що виконуються в СТЦ, засоби механізації та автоматизації для забезпечення охорони праці;
- пристрої для посадки, висадки і обслуговування пасажирів;
- пристрої для приймання, видачі, навантаження, вивантаження, сортування, зберігання вантажів і багажу;
- пристрої для приймання, розформування, формування і відправлення поїздів, пристрої для обслуговування, ремонту, екіпірування вагонів, постачання вагонів-ресторанів;
- пристрої централізації та блокування, освітлення, водопостачання, протипожежної безпеки, засоби зв'язку і передачі даних;
- пристрої для огляду вагонів у комерційному відношенні та для усунення комерційних несправностей, промислове телебачення, оглядові вишки ЗПУ (пломб) та пристрої для їх навішування, вагонні ваги, інші технічні засоби;
- інформаційно-обчислювальну техніку для приймання, обробки та передачі інформації про поїзди та вантажі;
- матеріали, інструменти та пристрої для усунення комерційних несправностей;
- спеціальний технологічний транспорт.

## Види станцій

### Пасажирські станції
До пасажирських станцій належать станції, які призначені для обслуговування пасажирів дальнього, місцевого та приміського пасажирського сполучення. Основними завданнями пасажирських станцій є:
- приймання і відправлення пасажирських поїздів за розкладом;
- забезпечення безпечної посадки і висадки пасажирів;
- продаж квитків;
- приймання, навантаження, розвантаження, видача і зберігання багажу, вантажобагажу і пошти;
- зберігання ручної поклажі пасажирів;
- своєчасне і якісне інформування пасажирів з питань прибуття і відправлення поїздів, проїзду пасажирів залізницею та правил перевезення багажу і ручної поклажі;
- забезпечення належного обслуговування пасажирів;
- формування, оборот, очищення, ремонт, екіпірування, відстій і завчасна подача для посадки пасажирських составів.

На пасажирських станціях, крім того, здійснюється митний та прикордонний контроль. Таких станцій на залізницях України мало: наприклад, 1 на Південно-Західній (Київ-Пас), 3 на Південній (Харків-Пасажирський, Харків-Левада, Лосєве).

### Вантажні станції
До вантажних станцій належать станції, основною роботою яких є виконання вантажних і комерційних операцій. Головними завданнями вантажних станцій є:
- приймання до перевезення, зважування (при необхідності), зберігання, навантаження, розвантаження, сортування і видача вантажів;
- оформлення перевізних документів та проведення розрахунків за перевезення та надані послуги;
- приймання, розформування, формування, відправлення вантажних поїздів;
- технічне обслуговування та комерційний огляд поїздів;
- передача вагонів і вантажів;
- надання вантажоодержувачам і вантажовідправникам інформації про підхід, прибуття і подачу вагонів під вантажні операції;
- виконання маневрової роботи, пов'язаної з подачею вагонів на вантажно-розвантажувальні фронти та прибирання їх;
- обслуговування під'їзних колій підприємств: подавання та прибирання вагонів, перестановка вагонів з одного вантажного фронту на інший, перестановка вагонів на ваги і для дозування, прибирання їх після переважування та дозування;
- транспортно-експедиційне обслуговування клієнтури на основі укладених договорів за дорученням залізниці;
- виконання вантажних та комерційних операцій з контейнерами;
- оформлення та розслідування матеріалів за випадками незбереження вантажів під час перевезення;
- надання інших послуг клієнтурі.

На вантажних станціях може здійснюватись виконання операцій з митного догляду вантажів, проведення прикордонного, медично-санітарного, карантинного, ветеринарного, фітосанітарного контролю при взаємодії працівників станції з органами митного контролю та внутрішніх справ на транспорті.

### Сортувальні станції
До сортувальних станцій належать станції, основною роботою яких є:
- сортування вагонів за призначеннями, формування з цих вагонів поїздів, згідно з планом формування;
- формування наскрізних, дільничних, збірних та дільнично-збірних поїздів, а також вивізних та передаточних поїздів до найближчих вантажних станцій вузла і заводських станцій;
- виконання операцій з пропуску поїздів без переробки і з частковою переробкою;
- огляд поїздів і вагонів у технічному і комерційному відношеннях та усунення виявлених несправностей.

Крім того, на сортувальних станціях можуть виконуватися такі операції:
- зміна локомотивів і локомотивних бригад;
- сортування вантажів і формування збірних вагонів з контейнерами і дрібними відправками;
- обслуговування ізотермічних вагонів, рефрижераторних секцій і вагонів з тваринами (птицею);
- навантаження, вивантаження вагонів і обслуговування під'їзних колій;
- ремонт, технічне обслуговування та екіпірування локомотивів;
- формування і підготовка до рейсу пасажирських вагонів;
- посадка, висадка пасажирів дальніх, місцевих та приміських поїздів;
- виконання вантажно-розвантажувальних робіт;
- оформлення перевізних документів;
- інформація вантажоодержувачів і вантажовідправників про підхід, прибуття і подачу вагонів;
- транспортно-експедиційне обслуговування клієнтури;
- оформлення та розслідування матеріалів за випадками незбереження вантажів під час перевезення.

Крім того, на сортувальних станціях можуть виконуватися операції митного, прикордонного, медично-санітарного, карантинного, ветеринарного, фітосанітарного контролю при взаємодії працівників станції з органами митного контролю та внутрішніх справ на транспорті.

### Дільничні станції
До дільничних станцій належать станції, основним призначенням яких є:
- приймання, обробка і відправлення транзитних вантажних та пасажирських поїздів;
- виконання операцій з формування-розформування збірних і дільничних поїздів;
- обслуговування під'їзних колій і місць навантаження та розвантаження;
- зміна локомотивів і локомотивних бригад;
- виконання операцій з технічного і комерційного обслуговування рухомого складу.

На міждержавних передаточних (прикордонних) дільничних станціях виконуються операції митного, прикордонного, медично-санітарного, карантинного, ветеринарного, фітосанітарного контролю при взаємодії працівників станції з органами митного контролю та внутрішніх справ на транспорті.
Крім того, на дільничних станціях виконуються операції, які пов'язані з перевезенням пасажирів і вантажів, обробка пасажирських і приміських составів, обслуговування під'їзних колій та інші технічні операції.

### Проміжні станції
До них належать станції, основним призначенням яких є приймання, відправлення і пропуск поїздів.
На проміжних станціях виконуються операції, які пов'язані з перевезенням пасажирів і вантажів, маневрові операції з відчеплення і причеплення вагонів від (до) збірних поїздів, операції з обслуговування під'їзних колій.
Крім того, на окремих проміжних станціях здійснюються операції з формування поїздів, оборот приміських составів та інші технічні операції.
Стара назва:  в документах та в ужитку можна зустріти найменування «напівстанція», станція «на вимогу» (рос. полустанция, полустанок, по требованию).

### Роз'їзди
До них належать роздільні пункти на одноколійних лініях, основним призначенням яких є пропуск, схрещення і обгін поїздів. На роз'їздах можуть виконуватися вантажні та пасажирські операції, якщо вони відкриті для виконання цих операцій.

### Обгінні пункти
До них належать роздільні пункти з колійним розвитком на двоколійних лініях, основним призначенням яких є пропуск і обгін поїздів. В необхідних випадках на обгінних пунктах здійснюється переведення напрямку руху поїзда з однієї головної колії на іншу.

## Загальні обов'язки станцій
Станції забезпечують:
- розробку кошторису витрат на утримання станції. Кошторис затверджується начальником залізниці або дирекцією залізничних перевезень;
- своєчасне освоєння нових виробничих потужностей та введення в дію придбаного обладнання;
- раціональне використання матеріальних та паливно-енергетичних ресурсів;
- ефективне використання і схоронність майна станції та вантажів;
- розвиток допоміжної діяльності, розширення платних послуг населенню;
- створення належних умов для високопродуктивної праці, дотримання чинного законодавства про працю, правил та норм охорони праці, соціального страхування, забезпечення прав працівників, гарантованих законодавством про охорону праці, функціонування системи управління охороною праці;
- повний збір платежів за перевезення пасажирів, вантажу, вантажобагажу та пошти і надані послуги;
- своєчасну сплату податків і зборів (обов'язкових платежів) згідно з чинним законодавством;
- здійснення заходів щодо удосконалення організації заробітної плати працівників з метою посилення їх матеріальної зацікавленості як у результатах особистої праці, так і в загальних підсумках роботи станції, забезпечення економного і раціонального використання фонду оплати праці і своєчасних розрахунків з працівниками;
- виконання норм і вимог щодо охорони природного навколишнього середовища, раціонального використання і відтворення природних ресурсів та забезпечення екологічної безпеки;
- зміцнення виробничої дисципліни, підвищення кваліфікації кадрів;
- попередження випадків виробничого травматизму;
- збереження вантажів, що перевозяться, проведення заходів щодо забезпечення схоронності вантажів під час перевезень;
- здійснення бухгалтерського обліку та складання звітності згідно з чинним законодавством.

Станція надає вантажовідправникам послуги щодо відправлення вантажу за кордон, а саме:
- з оформлення міжнародних перевізних документів;
- з надання складських приміщень у користування для попереднього завезення вантажів до проходження митного догляду та відправлення із станції.

Станція контролює виконання вантажовідправником і вантажоодержувачем
- правил перевезення вантажів,
- технічних умов навантаження і кріплення вантажів,
- вимог щодо збереження вагонного парку, Станція:
- здійснює заходи щодо охорони і збереження вантажів на станційних коліях, вантажних районах, контейнерних пунктах та інших місцях виконання вантажної роботи;
- додержання пропускного режиму,
- забезпечення режиму таємниці.

Станція організовує роботу на основі
- затвердженого технологічного процесу роботи станції (технології роботи на проміжних станціях),
- технічно-розпорядчого акта станції,
- графіка руху поїздів,
- плану формування поїздів
- місячних технічних нормативів навантаження і вивантаження,
- правил користування вагонами,

### Технологічний процес роботи станції
Технологічний процес роботи станції розробляється начальником станції
Технологічний процес роботи позакласної станції та станції І класу затверджується начальником залізниці.
Технологічний процес роботи решти станцій затверджується начальником дирекції залізничних перевезень.
Технологія роботи збірних поїздів на проміжних станціях розробляється відділами перевезень дирекцій залізничних перевезень.
В технології відображаються норми часу на операції подавання (прибирання) вагонів на вантажно-розвантажувальні фронти, а також норми часу обробки приміських составів (для пунктів обороту).
Технологічний процес роботи станції, технологія роботи на проміжних станціях повинні забезпечувати
- найефективніше використання всіх технічних засобів станції для задоволення потреб з переробки вагонів, потреб приймання та відправлення поїздів з найменшим часом знаходження їх на станції;
- збереження вантажу та рухомого складу;
- безпеку руху поїздів і виконання маневрової роботи;
- зменшення собівартості переробки вагонів;
- належне обслуговування пасажирів, вантажовідправників, вантажоодержувачів;
- виконання вимог безпечного ведення робіт при мінімальних витратах на виконання технологічних операцій;
- формування і відправлення поїздів відповідно до вимог
  - Правил технічної експлуатації залізниць України,
  - Інструкції з руху поїздів і маневрової роботи на залізницях України, затвердженої наказом Міністерства транспорту України від 8 липня 1995 р. № 260,
  - Статуту залізниць України,
  - плану формування і діючого графіка руху поїздів;
- організацію експлуатаційної роботи на основі оперативного планування.

При наявності автоматизованої системи управління повинно передбачатися забезпечення підготовки і передачі певної інформації на ЕОМ.

### Технічно-розпорядчий акт станції
Технічно-розпорядчий акт станції повинен встановлювати порядок використання технічних засобів станції, регламентувати безпечне і безперешкодне приймання, відправлення і проходження поїздів через станцію, а також безпеку виконання маневрової роботи на станції. Технічно-розпорядчий акт станції складається начальником станції у повній відповідності з вимогами Правил технічної експлуатації залізниць України, Інструкції з руху поїздів і маневрової роботи на залізницях України, Інструкції з сигналізації на залізницях України, затвердженої наказом Міністерства транспорту України від 8 липня 1995 року № 259, Інструкції з складання технічно-розпорядчих актів станцій, затвердженої наказом Укрзалізниці від 30 квітня 1996 року № 91/Ц.
Відповідно до вимог Інструкції зі складання технічно-розпорядчих актів станції до технічно-розпорядчого акта розробляються додатки, а також інші документи, необхідність розробки яких визначається начальником станції залежно від конкретних умов роботи.

### Посадові інструкції
Для кожного працівника станції на основі «Технологічного процесу роботи станції» складаються посадові Інструкції, якими встановлюються конкретні обов'язки, права і відповідальність при виконанні працівником технологічних операцій.
Посадові Інструкції розробляються керівниками підрозділів на кожного працівника станції і затверджуються: для позакласних, І, ІІ класів — начальником станції; ІІІ, IV і V класів — начальником дирекції залізничних перевезень.

### Інструкції з охорони праці
Для працівників станції всіх професій розробляються Інструкції з охорони праці. Порядок їх затвердження встановлюється Укрзалізницею.

## Оперативне планування роботи станцій
Оперативне планування роботи станцій здійснюється з метою організації виконання завдань з приймання і відправлення поїздів, розформування і формування составів, навантаженню, вивантаженню, сортуванню і перевалці вантажів, а також для виконання графіка руху і плану формування поїздів.
Оперативне планування роботи станції здійснюється на добу, зміну на підставі добового і змінного плану-завдання дирекції залізничних перевезень, аналізу становища, що склалося на станції до початку періоду, який планується, і даних інформації про підхід поїздів, вантажів і локомотивів.
Начальник станції або його заступник на підставі добового плану-завдання
- складає план вантажної роботи для кожного вантажовідправника (за основними родами вантажу і вантажо-одержувача) щодо вивантаження вагонів,
- визначає обсяг роботи з підготовки вагонів під навантаження,
- завдання з приймання, відправлення, розформування, формування поїздів,
- завдання, що пов'язані з плановими роботами з ремонту і утримання залізничної колії та пристроїв станції,
- інші завдання, виходячи з місцевих умов роботи станції.

## Утримання станційних споруд, пристроїв і матеріально-технічне забезпечення станцій
Головні колії, приймально-відправні колії, стрілочні переводи на головних і приймально-відправних коліях, крім того, щомісячно в першій декаді повинні оглядатись комісією.
Стрілочні переводи, розташовані на під'їзних коліях, які перебувають не на балансі дистанції колії і обслуговуються локомотивами залізниць та складацькими бригадами станції, оглядаються щоквартально начальником станції, дорожнім майстром, працівником під'їзної колії та іншими причетними працівниками.
На станціях, які мають механізовані сортувальні гірки, огляд стану технічних пристроїв гірки проводиться за окремим графіком комісією.
Огляди колій на маршрутах прямування пасажирських поїздів по неспеціалізованих коліях проводяться перед прийманням першого поїзда працівниками дистанції колії.
Рейки та стрілочні переводи на головних та приймально-відправних коліях перевіряються дефектоскопними візками за графіком, затвердженим начальником дистанції колії.
Під час проведення комісійного місячного огляду перевіряються:
- стан головних, приймально-відправних колій та колій, призначених для відстою вагонів з небезпечними вантажами, з промірюванням за шаблоном і рівнем;
- утримання стрілочних переводів на головних та приймально-відправних коліях;
- стан запобіжних тупиків і колій для стоянки вагонів з небезпечними вантажами класу 1 (вибухові матеріали);
- стан технічних споруд і пристроїв;
- видимість вхідних, вихідних, маршрутних світлофорів та їх запрошувальних сигналів, маневрових світлофорів, маршрутних покажчиків, зовнішній вигляд та заземлення світлофорів;
- наявність і стан червоних ковпачків, табличок для позначення виключення стрілок, наявність навісних замків, які повинні мати скоби діаметром 15 мм, курбелів, інвентаря і сигнальних приладів, гальмівних башмаків відповідно до ТРА, наявність спеціальних пристроїв і типових скоб.

На механізованих сортувальних гірках перевіряються:
- стан колійних датчиків, фотоелектричних і радіотехнічних датчиків (огляд і перевірка габариту установки);
- справність вагонних уповільнювачів;
- стан башмакоскидачів і головок рейок в районі роботи гальмівних башмаків;
- стан утримання гіркових стрілок;
- стан утримання рейкової колії у плані на вході і виході з уповільнювачів.

Технічний стан всіх споруд і пристроїв, а також організація виробничого процесу на станції повинні забезпечувати
- охорону праці працівників, які беруть участь у виконанні технологічного процесу,
- безпеку руху поїздів і безпеку пасажирів під час перебування на станції,
- повне збереження вагонного парку і вантажів, що перевозяться під час прийому, відправлення, пропуску поїздів та виконання маневрової роботи, під час навантаження та розвантаження вагонів.

Робота пристроїв і споруд станцій, що не забезпечують дотримання цих вимог, повинна бути негайно припинена до усунення недоліків.
Споруди і пристрої станції повинні знаходитись в належній чистоті.

## Управління станцією, права і обов'язки начальника станції
Управління станцією здійснює начальник станції. Керівництво станцією забезпечується начальником станції через апарат
Начальник станції:
- несе повну відповідальність за виробничо-фінансову діяльність станції;
- самостійно вирішує питання діяльності станції, за винятком тих, що віднесені чинним законодавством до компетенції залізниці та дирекції залізничних перевезень;
- діє за дорученням та від імені залізниці, представляє її та станцію в усіх установах та організаціях;
- несе відповідальність за формування та виконання фінансових планів, ефективне використання державного майна відповідно до чинного законодавства;
- укладає за дорученням залізниці договори, видає доручення і підписує грошові документи;
- розподіляє обов'язки між посадовими особами, призначає на посаду та звільняє з посади працівників згідно із затвердженою номенклатурою посад та штатним розписом. На станціях ІІІ, IV, V класів приймання, переміщення та звільнення працівників з роботи здійснюється, за поданням начальників станцій, начальником дирекції залізничних перевезень;
- у межах своєї компетенції видає накази, розпорядження, обов'язкові для виконання всіма працівниками станції;
- вживає заходів щодо дисциплінарного впливу на працівників станції;
- є начальником цивільної оборони станції;
- вживає заходів щодо усунення порушень норм чинного законодавства, нормативних актів, наказів та розпоряджень Міністерства транспорту України, Укрзалізниці, залізниці, дирекції залізничних перевезень;
- погоджує питання, які стосуються забезпечення роботи станції, перспективних і річних планів розвитку, впровадження нової техніки, удосконалення технології роботи, будівництва та реконструкції підприємств інших служб в межах станції.

В оперативному підпорядкуванні начальника станції перебувають суміжні служби, що розміщені на території станції.